# Владислав Грабський
Грабський Домінік Владислав (пол. Władysław Dominik Grabski; 7 липня 1874, с. Свині, Ловіцький повіт, Варшава, Царство Польське, Російська імперія — 1 березня 1938, Варшава, Польська Республіка) — польський політичний діяч, економіст, історик.

## Дитинство та юність

### Родовід
Походив зі знатної родини. Серед його предків були лицарі, сенатори, губернатори і каштеляни. Владислав Грабський був сином поміщика Фелікса Грабського (чий дід втратив свої статки) і його другої дружини, Станіслави Міттельштейд (дочка Джуліана Северина, і Жозефіни Закревської, сестра Ігнація Закжевського, члена німецького рейхстагу).

### Освіта
З 1883 по 1892 роки Владислав Грабський був учнем середньої школи філології у Варшаві, де він брав участь у таємних зборах соціалістів. Проте, на відміну від свого брата Станіслава і сестри Софії, він не став провідником соціалістичних ідей.
У 1892 році він почав навчання в Парижі — був студентом у Школі політичних наук, де в 1894 році захистив роботу «Сейм та Суд в Царстві Польському». Паралельно він вивчав історію й економіку в Сорбоні (1892—1895). У 1896—1897 роках вивчав агрономію в Галле.
Протягом часу навчання його політичні погляди змінилися — він став підтримувати ідеї лібералізму. 1894 року він опублікував у польському журналі «Економіст» роботу «Аграрне питання в Франції».

### Повернення до Польщі
У 1897 році, в зв'язку з смертю батька повертається у Польщу. Повернувшись Грабський займається науковою діяльністю. 1899 року він заснував недалеко від Кутно сільськогосподарську дослідну станцію. 1901 року будує кооперативний завод, у 1903 році — один з перших молочних кооперативів. Співпрацював з Центральним сільськогосподарським товариством (він був його віцепрезидентом).

### Особисте життя
У червні 1903 року одружується на Катерині Левандовській в парафії святого Олександра у Варшаві.

## Політична діяльність

### Царство Польське
Був членом Національної Ліги з 1905 року. 1905 року російська влада посадила його до в'язниці за пропагування власних політичних поглядів серед селянства.

### Державна дума Російської імперії
У цьому ж 1905 році він почав свою політичну кар'єру — був обраний на виборах у депутати Державної Думи Російської імперії. Основною метою своєї політичної діяльності в Думі вважав спроби поліпшення становища селянства. Його депутатська діяльність високо оцінила громада, і він переобирався депутатом у ІІ та ІІІ Думи від Національної демократичної партії.

### Перша світова війна
Після початку Першої світової війни у листопаді 1914 року Владислав Грабський став членом Польського національного комітету та займав проросійську позицію. У відповідь на заклик Росії до поляків у серпні 1914 року, в спеціальному посланні до великого князя Миколи Миколайовича Романова він висловив підтримку діям Росії. В результаті війни й відступу російської армії був змушений виїхати до Росії. 24 серпня 1915 року у Петрограді за його ініціативи був створений «Центральний комітет громадян Царства Польського». Метою організації було, зокрема, допомога польським ув'язненим і засланим, та представлення інтересів поляків у Росії.
У червні 1915 році Владислав Грабський взяв участь у роботі польсько-російської комісії з розширення повноважень Царства Польського. Однак, її діяльність була припинена в серпні 1915 року. Як президент «Центрального Комітету громадян Царства Польського» він створив осередок для збору матеріалів для майбутнього відновлення незалежності Польщі. Результатом цієї роботи стала публікація «Управління матеріалів і досліджень з реконструкції польської держави».

### Революційний період
Після початку Лютневої революції Грабський увійшов в «Ліквідаційну комісію Царства Польського». У жовтні 1917 року політик вийшов зі складу Комісії через політичні розбіжності з урядом.
Після початку Жовтневої революції та підписання Брестського мирного договору Грабський повертається у Польщу, де відразу був заарештований німцями і поміщений у Модлінську в'язницю. Причина цього кроку збоку німців стала критика економічної політики німецької окупаційної адміністраці.
Під час цього арешту Грабським була завершена робота над роботою «Матеріали по сільському господарству».

## Незалежна Польща

### Уряд Юзефа Свежинського
Після свого звільнення 26 жовтня 1918 року Грабський був призначений міністром сільського господарства в уряді Юзефа Свежинського. Політик був міністром лише протягом 13 днів. Відставка уряду та припинення існування Польського королівства потягнула за собою його відставку.

### Обрання у Сейм
У 1919 році Грабський був обраний до Сейму. У цей же час, як депутат очолює «Центральний офіс ліквідації» (він був його головою до 1922 року), установа, що була створена для врегулювання фінансових зобов'язань Польщі. Грабський також увійшов до складу польської делегації на Паризькій мирній конференції та брав участь у розгляді питань військових репарацій. Грабський оцінював, що Німеччина повинна заплатити Польщі близько 20 млрд золотих марок для компенсації за окупацію території Польщі.

### Міністр фінансів в уряді Леопольда Скульського
13 грудня 1919 року Владислав Грабський за запрошенням увійшов до складу уряду Леопольда Скульського як міністр фінансів. З самого початку роботи Грабський поставив мету побороти високий рівень інфляції. Він ввів поділ на звичайні та надзвичайні доходи і витрати держави, доводячи думку, що для покриття звичайних витрат мають використовуватися лише кошти, що отримані від звичайних доходів. У той же час, надзвичайні доходи повинні стати резервом на випадок війн та стихійних лих.
Будучи міністром, Грабський поклав багато зусиль на отримання іноземних кредитів. На отримані кошти від кредитів та доходів з експорту деревини Грабовський планував провести грошову реформу. Початковий успіх діяльності Грабського був нівельований початком радянсько-польської війни у 1920 році. Після початку контрнаступу Червоної Армії у червні 1920 року уряд Леопольда Скульського подав у відставку.

## Перший уряд Грабського
Після відставки попереднього уряду протягом двох тижнів в країні не було керівництва через розвал парламентської коаліції. Через таку ситуацію була висунута пропозиція щодо формування позапарламентського та безпартійного уряду. На посаду голови уряду була висунена кандидатура Владислава Грабського. 30 червня 1920 року, Грабський виступив з програмною заявою в парламенті. Серед особливо важливих питань, що обіцяв вирішити Грабський була земельна та грошова реформи. Для цього були подані у парламент проєкти законів про Земельний банк та викуп землі. Крім того, від голови уряду поступила пропозиція про створення тимчасового органу воєнного часу — «Ради оборони держави», що повинна складатися з Глави держави, прем'єр-міністра, спікера парламенту, 10 членів від парламенту та політичних партій, 3 представників уряду та з військових. Після погодження цих проєктів з Юзефом Пілсудським вони були прийняті парламентом.
Щодо українців зайняв шовіністичну позицію і відомий своїм гаслом: «Дайте мені 25 літ влади — і не знайдете сліду українця в Галичині».

### Конференція в Спа
6 липня 1920 року, Грабський представляв інтереси Польщі на Конференції в Спа, в якій взяли участь представники Антанти, Польща, Чехословаччина та Німеччина. Ці збори були присвячені затримці виплат репарацій Німеччиною. Під час конференції голова уряду зустрівся з прем'єр-міністром Великої Британії Девідом Ллойд-Джорджем і главою французького уряду Олександром Мільєраном та запропонував їм роль посередників у переговорах з більшовиками. Представники Антанти готові були погодитися на участь у переговорах в обмін на серйозні поступки польської сторони. Не бачачи іншого виходу Грабський погодився з встановленням польського кордону по лінії Керзона та передання Вільнюса Литві. Крім того, прем'єр-міністр Польщі домовився про розділення Сілезії та встановлення контролю над Данцигом. Він також погодився визнати українців як учасників переговорів щодо долі їх державності. Згода на ці поступки дала можливість отримати військово-технічну допомогу Заходу та обіцянку Британії щодо вступу у війну на стороні Польщі вразі переходу більшовиками Лінії Керзона.

### Відставка першого Уряду Грабського
Владислав Грабський подав у відставку 24 липня 1920 року після критики рішень Конференції у Спа.

## Після відставки

### Міністр фінансів в Уряді Віцентія Вітоса
Вінцентій Вітос, який став наступником Грабського на посаді голови уряду запропонував останньому очолити міністерство фінансів. На цій посаді Грабський створив проєкт програми економічної і фінансової політики Польщі після війни. Документ закликає до стабілізації фінансово-економічної ситуації та пропонує конкретні кроки в цьому напрямку.
Восени 1920 року міністр зробив спробу отримати кредит у Франції та встановити монополію держави на торгівлю тютюном, однак суперечки щодо цих дій та рішення партії Грабовського вийти з коаліції потягнули за собою його відставку.

### Позаурядова діяльність 1921—1922 років
З 1921 по 1922 рік Грабський був надзвичайним урядовим комісаром по репатріації поляків з Радянської Росії. Також він обіймав посаду директора фонду польсько-американської допомоги дітям.

### Міністр фінансів в урядах Сікорського і Вітоса
Після вбивства Нарутовича та обрання Президентом Польщі Станіслава Войцеховського, прем'єр-міністром став Владислав Сікорський. 13 січня 1923 року Грабського призначено головою міністерства фінансів. Згідно плану Грабського передбачалося здійснення фіскальної і грошово-кредитної реформи. Важливим елементом цих планів було домогтися збалансованого бюджету, обмежуючи витрати: зменшення суми, що витрачалися на армію та відмова від субсидування залізниць. План був розрахований на 3 роки, після чого планувалося провести грошову реформу. 26 травня 1923 року Уряд Сікорського йде у відставку, однак Грабський зберігає свою посаду в Другому Уряді Вітоса. Однак, через низку суперечок 30 червня 1923 року Грабський подав у відставку.

## Другий уряд Грабського

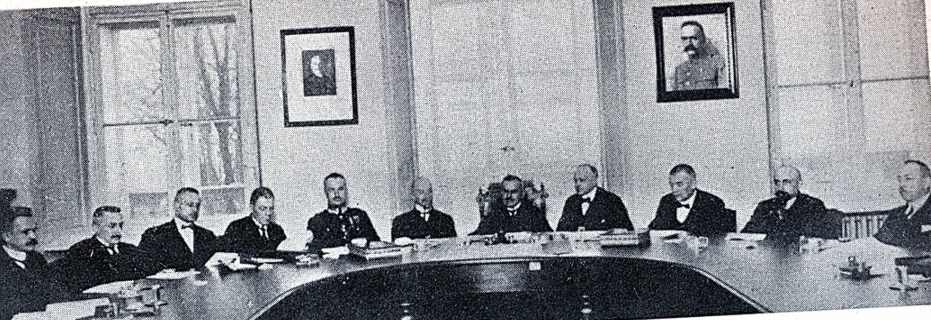
Другий Уряд Владислава Грабського

17 грудня 1923 року президент Войцеховський призначив прем'єр-міністром та міністром фінансів Владислава Грабського. Цей уряд був коаліційним та складався з балансу сил лівих і правих ідеологій.
11 січня 1924 парламент дав уряду надзвичайні повноваження для наведення порядку в країні. Грабський обіцяв збалансувати бюджет та подолати гіперінляцію, провести грошову та фіскальну реформу. Для цього він був наділений повноваженнями випуску декретів, які мали силу закону. Грабський у короткий строк оприлюднив два декрети: «Про податок на багатство» та «Про індексацію податків». Було також запропоновано здійснити продаж частини державної власності. Податкова реформа полягала в різкому скороченні витрат, ліквідації Міністерства громадських робіт.
Одночасно з податковю реформою було проведено грошову, чим стабілізовано курс національноївалюти та придушено гіперінфляцію.
На посаді голови уряду Грабський виступав за скорочення присутності держави в економіці, але в той же час закликав підтримувати розвиток державної банківської справи. За його словами, приватні банки були змушені зосередитися на короткострокових кредитах. У травні 1924 року Грабським створено Господарський Банк, Польський національний банк та Державний банк реконструкції.
10 лютого 1925 року уряд Владислава Грабського підписав конкордат з Святим Престолом. Католицька церква отримала майже повну свободу на теренах Польщі.
Через спалах нової економічної кризи, нестабільності уряду та коаліції 13 листопада 1925 року Другий Уряд Грабовського подав у відставку.

## Позаполітична діяльність

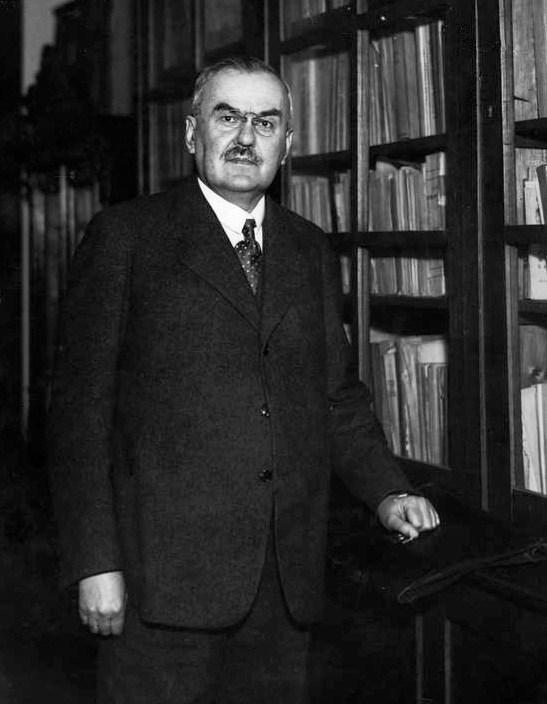
Під час роботи ректором

Після відставки Владислав Грабський пішов з політичного життя та займався науково-дослідною та творчою діяльністю. У період 1926—1928 років він був ректором Варшавського сільськогосподарського університету.

## Смерть

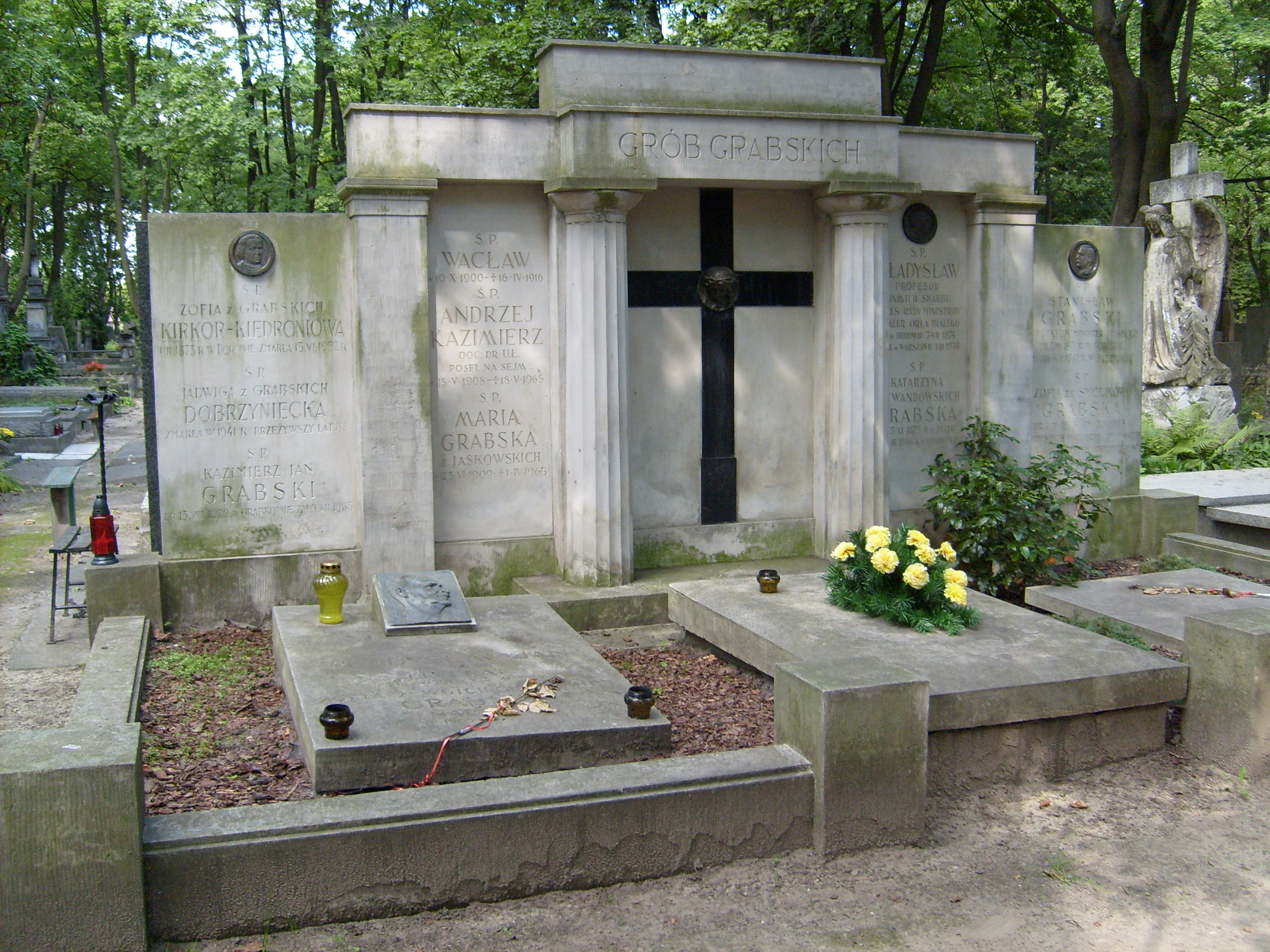
Могила Владислава Грабського

Помер від раку черевної порожнини 1 березня 1938 року у Варшаві. Похований 4 березня в сімейному склепі.

## Науковий доробок
Він був автором близько 150 робіт, присвячених питанням зі сфери економіки, банківської справи, політології, соціальної агрономії, історії та соціології сільських районів.